# Mixed Up Everything
Mixed Up Everything är ett australiskt rockband från Melbourne, bildat 2012. Bandet består av fyra bröder.

## Medlemmar
- Todd Dhima – sång, kompgitarr, sologitarr
- Kevin Dhima – trummor
- Blake Dhima – sologitarr, kompgitarr, bakgrundssång
- Koby Dhima – basgitarr, bakgrundssång

## Diskografi (urval)
Studioalbum
- Ex-Nihilo (2017)
- I Choose (2021)
- What's the Rush Now? (2024)

Singlar
- "Tranquilliser" (2020)
- "What If?" (2020)
- "Knucklehead"	(2021)
- "Soak My Brain" (2021)
- "The Bike" (2022)
- "Would You Be Me?" (2024)
- "She Hates Me Not" (2024)
- "Having Fun" (2024)
- "Normality" (2024)